# Asis Aynan
Œuvres principales
Gebed zonder eind (2015)
Asis Aynan né le 31 mars 1980 à Haarlem (Pays-Bas), est un écrivain néerlandais.
Exerçant également le métier de professeur à l'Université d'Amsterdam, Asis Aynan prône une République du Rif au Maroc, soutient le Mouvement populaire du Rif et son militant Nasser Zefzafi. Il consacre une publication sur ce sujet dans son ouvrage néerlandophone "Eén erwt maakt nog geen snert: het Rifgebergte, de dubbele nationaliteit en andere misverstanden" (en français : Un pois ne fait pas une soupe épaisse : le massif du Rif, la double nationalité et d'autres malentendus) sorti en 2020.

## Biographie
Asis Aynan naît à Haarlem, où son père travaille et sa mère, fortement enceinte, voyage avec ses quatre enfants en mars 1980 - pendant l'insurrection berbère contre le gouvernement marocain - à travers des détours (de son village via Al Hoceima, Tanger, Bruxelles et Schiphol). Peu de temps après son arrivée, elle accouche de son fils. La famille s'isole presque entièrement de l'environnement presque entièrement autochtone, entraînant ainsi très peu de contacts avec le monde extérieur. Ce n'est qu'à l'âge de 15 ans qu'Aynan noue sa première amitié, avec un garçon autochtone dont la famille l'accueille souvent. À ce moment-là, Aynan prend congé de la foi islamique avec laquelle il a été élevé. Plus tard, il emménage avec son meilleur ami et a une petite amie, mais ils sont "expulsés de la relation et du quartier par l'environnement social". Ils partent pour Amsterdam, où son meilleur ami part aux Philippines et Aynan entre à l'université.
Dans sa collection Veldslag en andere herinneringen (2007), Aynan écrit sur sa jeunesse, ou comme il l'appelle lui-même, ses "origines catholiques-islamiques-berbères", la société néerlandaise actuelle et les expériences d'un garçon berbère entre deux cultures dominantes.
Après avoir suivi des études de gestion publique en enseignement secondaire professionnel (mbo) et supérieur professionnel (hbo), ce fils d'un travailleur invité étudie la philosophie à l'Université d'Amsterdam. Il se plonge également dans la philosophie islamique après avoir découvert le livre Islamitische filosofie: Een geschiedenis de Michiel Leezenberg.
Aynan commence sa carrière en tant que professeur dans l'enseignement secondaire professionnel à Haarlem. Durant les années 2010, il enseigne à l'Université d'Amsterdam. Il a été rédacteur en chef du magazine d'opinion Contrast et chroniqueur pour l'hebdomadaire Multined. Il a également écrit pour la page livres de NRC Handelsblad, a publié une chronique hebdomadaire pour Het Parool et a souvent été entendu sur la Nederlandse Islamitische Omroep. Ses écrits ont également été publiés dans la revue littéraire Passionate et lus sur Radio 5. À présent, Aynan rédige régulièrement des articles pour Trouw.

## Polémiques

### Plaintes
Prônant une République du Rif au Maroc, Asis Aynan porte plainte en juillet 2017 contre l'imam de la mosquée Al Ihsane d'Amsterdam après ses prêches de vendredi, demandant aux fidèles musulmans de ne pas aller protester contre l'état marocain car cela engendre l'anarchie dans le pays,.

### Propagande communautariste
Aynan chérit la culture berbère, qui risque de disparaître en raison de l'islamisation et de l'arabisation (l'islam venant du monde arabe). Il estime que les gens devraient défendre les valeurs culturelles et les coutumes, telles que les tatouages des femmes, considérés comme normaux par les imams berbères, alors qu'ils sont interdits selon les imams d'origine arabo-islamique. Il demande à sa mère de ne pas enlever ses tatouages et regrette que son père, au fil de sa vie, ait cru qu'il ne pouvait pas jouer de la musique sur le luth, car cela serait considéré comme pécheur selon la variante arabe de l'islam. Aynan souligne que la culture berbère est une culture très ancienne qui remonte à avant l'introduction de l'islam. En raison de l'arabisation, même au Maroc (comme aux Pays-Bas), les imams prêchent désormais en arabe, alors qu'auparavant cela se faisait dans la langue locale. Face à la menace d'arabisation des Berbères, par peur de l'islamisme (l'islam politique), il s'attend à ce que la langue et la culture propres disparaissent éventuellement.

## Publications
- Veldslag en andere herinneringen, Atlas 2007
- Dwaling - De tante van Ali Taib, essai, inclus dans la collection 'Moralitijd', sous la direction de Menno van der Veen et Sarah Meuleman, publiée par la maison d'édition Van Gennep, 2007
- Een kleine bemiddelaarsgeschiedenis, essai, inclus dans la collection 'De rol van de toeschouwer in hedendaags theater - Het ligt in uw handen', sous la direction de Cecile Brommer et Sonja van der Valk, publiée par le Domaine de la Critique d'Art, l'Institut de Théâtre des Pays-Bas et le Théâtre Schrift Lucifer, 2008
- Ik, Driss en collaboration avec Hassan Bahara, sous le pseudonyme Driss Tafersiti, édition Atlas, 2010, une partie a été publiée précédemment en feuilleton dans le NRC.
- Ons Nummer, publication dans le cadre du Mois de la Liberté, éditeur, COS Zeeland, Goes 2011
- Gebed zonder eind, éditeur Jurgen Maas, Amsterdam 2015, le livre a été nommé pour le Prix Biesheuvel 2015
- Linoleumkoorts - Aantekeningen van een docent, éditeur Jurgen Maas, Amsterdam 2019
- Eén erwt maakt nog geen snert: het Rifgebergte, de dubbele nationaliteit en andere misverstanden, édition Van Oorschot, Amsterdam 2020